# Кућа сећања и заборава
Кућа сећања и заборава je историјски роман српског писца, јеврејског порекла Филипа Давида. Роман спада у категорију награђиваних дела.

## О аутору
Филип Давид је рођен у Крагујевцу 1940. године, познати књижевник, дугогодишњи уредник Драмског програма Телевизије Београд и професор драматургије на Факултету драмских уметности у Београду. Објавио је бројна дела. Приповетке и романи су добили награде: Младости, „Милан Ракић“, БИГЗ-ову и Просветину награду за књигу године, као и Андрићеву награду. Добитник је Нинове награде за роман „Кућа сећања и заборава“ 2014. године. Дела су му преведена на многе светске језике.

## O роману
Главни лик романа је Алберт Вајс који је још у детињству могао да промени свој идентитет. Током Другог светског рата, 1942. године, Алберт остаје без родитеља и брата Елијаха. Једно време је живео у кући једне немачке породице који су га звали не по имену Алберт, већ Ханс и предлагали су му да га усвоје, јер је њима син нестао. Тако би Алберт био спашен да га не убију. Али је Алберт ипак одлучио да напусти немачку породицу и остане Алберт. После доста година Алберт је присуствовао једној конференцији о Другом светском рату и тако једне ноћи када је шетао њујоршким улицама наилази на „Кућу сећања и заборава“. Тада се присетио своје прошлости и свих историјских дешавања. Алберт се сетио страдања својих родитеља и Елијаховог нестанка за који се осећа кривим, јер је млађи брат био остављен њему на чување. Сматрао је да огромну бол коју је осетио у тој кући може да нестане само ако он у следећој просторији ове чудесне куће избрише сопствено памћење или, чак, нестане као његов рођак чувени илузиониста Худиниј (Ерик Вајс)...

## Награде
Роман „Кућа сећања и заборава“ je роман чији је издавач Лагуна,  објављен је 2014. године. Филип Давид је за ово дело добио Нинову награду. Ова награда је некада представљала  најугледнију  награду за југословенски роман, а од 1992.  за роман године на српском језику.
Ово је први роман издавачке куће Лагуна који је добио Нинову награду.